# La terza rivoluzione industriale
La terza rivoluzione industriale: come il "potere laterale" sta trasformando l'energia, l'economia e il mondo è un libro di Jeremy Rifkin pubblicato in Italia da Arnoldo Mondadori Editore nel 2011. Il testo introduce l'avvento della Terza rivoluzione industriale in seguito alla compresenza di risorse energetiche e mezzi di comunicazione idonei nonché all'impellente necessità che si ha di prevenire una catastrofe climatica. Il tema trattato contiene una dettagliata descrizione non solo del passaggio dai combustibili fossili alle risorse rinnovabili, ma anche dell'impiego di un "internet" delle energie e di edifici generatori.
In seguito all'esaurimento dei principali combustibili fossili e del petrolio e alle ormai obsolete tecnologie da essa alimentate, Jeremy Rifkin dichiara la fine dell'era del carbonio e introduce la Terza Rivoluzione Industriale. Nella nuova Era energetica, ogni cittadino da casa, dall'ufficio o da qualsiasi altro edificio potrà produrre energia da utilizzare in proprio o da condividere nel sistema a cui è collegato tutto il mondo. Seguendo l'esempio di internet, Rifkin vede il futuro del regime energetico come distribuito e collaborativo al contrario dell'attuale centralizzato e gerarchico. Appoggiandosi ai 5 pilastri su cui la Terza Rivoluzione poggia, si fa forza di mostrarci i passi necessari all'evoluzione ed i motivi che ci spingono a orientare il nostro futuro in una determinata direzione. Assieme al cambiamento economico-energetico sarà infatti necessario accompagnare una rivoluzione culturale il cui principale obiettivo sarà lo sviluppo di una "coscienza biosferica".

## I 5 pilastri
I 5 pilastri su cui si fonda la Terza Rivoluzione Industriale sono:
1. Passaggio alle energie rinnovabili
2. Conversione degli edifici in centrali produttive
3. Idrogeno e altre tecnologie per l'immagazzinaggio di energie
4. Tecnologia Smart Grid
5. Trasporti non alimentati da combustibili fossili

## Big Data
Oltre alla produzione di energia in modo distribuito, Jeremi Rifkin individua anche lo scambio di conoscenza tramite Internet come un fattore fondante della terza rivoluzione industriale.

## Stampa 3D
Infine, in aggiunta alla produzione distribuita di energia e di informazione, Jeremy Rifkin identifica anche la produzione distribuita tramite la stampa 3D uno dei punti fondamentali della terza rivoluzione industriale.

## Edizioni
- Jeremy Rifkin, La Terza Rivoluzione Industriale: Come il "potere laterale" sta trasformando l'energia, l'economia e il mondo, traduzione di Paolo Canton, collana Oscar Mondadori, Arnoldo Mondadori Editore, 2011,  p. 329, ISBN 978-88-04-61420-3.